# Апрепітант
Апрепітант (англ. Aprepitant, лат. Aprepitantum) — лікарський препарат, який є похідним морфоліну, що застосовується для профілактики післяопераційного блювання, що є інгібітором субстанції P рецепторів нейрокініну NK1. Апрепітант застосовується як перорально, так і внутрішньовенно. Апрепітант синтезований у лабораторії компанії «Merck & Co.», та застосовується у медичній практиці з 2003 року.

## Фармакологічні властивості
Апрепітант — синтетичний лікарський засіб, який є похідним морфоліну. Механізм дії препарату полягає в інгібуванні рецепторів нейрокініну NK1, який має високу спорідненість до P-нейропептиду. Після застосування препарат проникає у центральну нервову систему, де зв'язується з NK1-рецепторами, що призводить до гальмування блювотного рефлексу. Апрепітант застосовується для профілактики нудоти і блювання, які спричинені цитотоксичною хімієтерапією, частіше в комбінації з ондансетроном і дексаметазоном, посилюючи їх дію, причому його ефективність при даних станах вища або рівна ефективності дексаметазону при порівнянні їх роздільного застосування у комбінації лише з ондансетроном.

### Фармакокінетика
Апрепітант відносно повільно та добре всмоктується після перорального застосування, біодоступність препарату складає 67 % при пероральному застосуванні касули 80 мг препарату, при збільшенні дози до 125 мг біодоступність зменшується до 59 %. При внутрішньовенному введенні апрепітант застосовується у вигляді проліків фосапрепітанту. Максимальна концентрація препарату в крові досягається протягом 4 годин після перорального прийому препарату. Апрепітант майже повністю (на 97 %) зв'язується з білками плазми крові. Препарат проникає через гематоенцефалічний бар'єр, через плацентарний бар'єр, проникнення в грудне молоко людини точно не встановлено. Апрепітант метаболізується в печінці з утворенням неактивних метаболітів. Виводиться препарат із організму як із калом, так і з сечею у вигляді метаболітів. Період напіввиведення препарату становить 9—13 годин, в осіб із важким порушенням функції печінки або нирок цей час може збільшуватися.

## Показання до застосування
Апрепітант застосовується для профілактики нудоти і блювання, які спричинені цитотоксичною хімієтерапією у складі комбінованої терапії.

## Побічна дія
При застосуванні апрепітанту спостерігається наступні побічні ефекти:
- Алергічні реакції — шкірний висип, свербіж шкіри, кропив'янка, синдром Стівенса-Джонсона, синдром Лаєлла, набряк Квінке, акне, гарячка, фотодерматоз, гіпергідроз.
- З боку нервової системи — головний біль, запаморочення, сонливість, підвищена втомлюваність, летаргія, тривожність, порушення смаку, ейфорія, порушення сновидінь, кон'юнктивіт, тинітус.
- З боку травної системи — діарея або запор, метеоризм, біль у животі, сухість у роті, гикавка, погіршення апетиту, стоматит, ентероколіт, диспепсія, гастроезофагеальний рефлюкс, перфорація виразки дванадцятипалої кишки.
- З боку серцево-судинної системи — брадикардія або тахікардія, біль у грудній клітці, припливи крові, периферичні набряки.
- З боку дихальної системи — кашель, чхання, біль у глотці, подразнення гортані, інфекції верхніх дихальних шляхів.
- Інші побічні ефекти — затримка або болючість при сечопуску, спазм м'язів, біль у м'язах, болючість та припікання в місці введення препарату, зменшення маси тіла.
- Зміни в лабораторних аналізах — анемія, нейтропенія, гіпонатріємія, гіперкаліємія, підвищення активності амінотрансфераз та лужної фосфатази, гематурія, гіперглікемія.

## Протипокази
Апрепітант протипоказаний при підвищеній чутливості до препарату, важкій печінковій недостатності, при вагітності та годуванні грудьми, особам віком до 18 років, при одночасному застосуванні з пімозидом, терфенадином, астемізолом і цизапридом.

## Форми випуску
Апрепітант випускається у вигляді желатинових капсул по 0,04; 0,08 і 0,125 г; порошку для приготування розчину для інфузій по 150 мг.